# العاصوف
العاصوف هو مسلسل تلفزيوني سعودي تم تصويره عام 2016 وأعلن عن نية عرضه في 9 أبريل 2017 لكن أُجّل عرضه إلى شهر رمضان 1439 هـ / 17 مايو 2018 م، وهو من إخراج السوري المثنى صبح. صدر الجزء الثاني منهُ في شهر رمضان 1440 هـ / 6 مايو 2019 م، وصدر الجزء الثالث منهُ في شهر رمضان 1443هـ / 2 أبريل 2022 م.
أثار الوسط الفني قضية أن قصة المسلسل مأخوذة من رواية الكاتب السعودي الراحل عبد الرحمن الوابلي بيوت من تراب، لكن بطل المسلسل ناصر القصبي نفى هذهِ الادّعاءات.

## نبذة
يحمل المسلسل اسم «العاصوف» (ومعناه الريح الشديدة)، وهو دراما اجتماعية إنسانية، تسلط الضوء على تفاصيل المجتمع السعودي في فترة السبعينيات من القرن الماضي. ويعتمد على أحداث رواية بيوت من تراب للكاتب عبد الرحمن الوابلي الذي ولد في 10 أكتوبر 1958، في مدينة بريدة في السعودية وحصل على شهادة الدكتوراه في التاريخ من جامعة شمال تكساس، عمل أكاديميًا في كلية الملك خالد العسكرية في مدينة الرياض، وكاتبًا في جريدة الوطن.
أما رواية بيوت من تراب فهى من أنجح رواياته وأشهرهن وأكثرهم مبيعًا في العديد من المكاتب ودور النشر وذاع صيتها في أرجاء السعودية، حيث تناولت الرواية بعض أحداث العقود الخمسة الماضية بطريقة ملحمية، وتم التسليط على تلك الحقبة المهمة وهي فترة السبعينيات، فكانت الرواية تجذب كل القراء المؤيدين والمعارضين، فالأحداث التي تحدثت عنها الرواية وظهرت بوضوح في المسلسل، وكانت بمثابة مراجعة حقيقية وواقعية للكثير من المنعطفات التي حدث وأن مرت بها المنطقة العربية ككل وما قد يتبع ذلك من متغيرات في جميع الشؤون الاقتصادية والاجتماعية والسياسية وغيرها، كما أظهرت بشكل واضح دور التيارات الإسلامية والتيارات الإسلامية المتشددة ودور رجال الدين الذين ظهروا على الساحة الاجتماعية بعد ذلك بشكل ملحوظ.

## أحداث العمل
تدور أحداث العمل، بين في فترة عامي 1390 هـ / 1970 و 1395 هـ / 1975، ويتطرق للحياة الاجتماعية بمناسباتها العامة والخاصة، والواقع الثقافي والاقتصادي للمجتمع السعودي في السبعينيات، بالإضافة إلى الفكر السائد لدى العامة من الشعب في تلك الفترة، وطريقة التعاملات التجارية والحياتية، وكيفية معيشة الشباب آنذاك، من خلال أسرة «الطيّان» وأبنائه الثلاثة خالد ومحمد ومحسن ووالدتهم، وأقاربهم وهذا الاسم نسبة إلى العمل أو الحرفة (الصنعة) التي كانوا يقومون بها وهي بناء البيوت من الطين. حيث تتغير حياتهم من خلال عمل خالد الذكي والمتوهج والذي يطلب تطوير ذاته (ناصر القصبي) ويقف في وجهه بعض المصاعب منها عائلته ومنها المجتمع حوله. كما يتحدث المسلسل عن تطور وظهور الإخوان المسلمين في السعودية من خلال خلية لأحد قياداتها هناك ودمجهم وإدخالهم في المجتمع السعودي من خلال «الشيخ سعيد» (فادي صبيح)

## طاقم العمل والشخصيات
- ناصر القصبي بدور خالد
- حبيب الحبيب بدور حمود
- عبد الإله السناني بدور محسن
- ليلى السلمان بدور هيلة
- عيد سعد بدور علي
- عبد الرحمن نافع بدور يوسف
- ريم عبد الله بدور جهيّر
- ريماس منصور بدور طرفه
- عبد العزيز السكيرين بدور محمد
- عبد الله المزيني بدور أبو يعيش
- إلهام الرشيدي بدور زينب
- زارا البلوشي بدور سارة
- مها زين بدور موضي
- شفيقة يوسف بدور عزيزه أم الجازي
- دانة آل سالم بدور البندري
- أفنان فؤاد بدور العنود
- روان العامر بدور قماشه
- حمد المزيني بدور صالح أبو ناصر
- مرزوق الغامدي بدور جراح
- شمعة محمد بدور مزنه
- فادي صبيح بدور الشيخ سعيد
- مديحة كنيفاتي بدور سعدية
- عبد الرحمن قويدر
- أمينة القفاص بدور أم راشد
- نواف الركابي
- أغادير السعيد بدور الدلالة أم غزيل
- سلمان الزبيل بدور الشيخ حسن
- سامر الدوسري بدور سرور
- محمد الكنهل بدور أبو سعدون
- يوسف اليوسف بدور ناصر
- نواف الجابر بدور تركي
- سامي حازم بدور راشد
- إلهام علي بدور الهنوف
- محمد الدوسري بدور بدر
- عبد الله الحارثي بدور ناجي
- محمد غباشي بدور رشاد
- أحمد الرشيد بدور سعد
- يوسف الدخيل بدور يوسف
- نيرمين محسن بدور هيلة
- علي الشهابي بدور هزاع
- عبد الله السناني بدور محبوب
- يحيى الغماري بدور يسلم
- يعقوب الفرحان بدور جهيمان العتيبي
- جبران الجبران محمد عبد الله القحطاني
- طلال الحربي
- مازن فارسي بدور سعادة الوكيل
- عبد الله القحطاني
- بندر الخضير بدور الشيخ علي
- محمد شامان بدور متعب
- جميل علي العميد عبد الرحمن
- زيد السويداء، بدور سفيان
- عبد الله المعطش بدور ردن
- محمد الهاشم بدور أبو طلحة
- علي الشريف بدور الشيخ عدنان
- بدر المطرفي
- محمد الحجي بدور الأمير
- مطرب فواز بدور الشيخ مسلط
- أمينة العلي بدور طيف
- ميلا الزهراني بدور أمل
- جود عزيز بدور إيمان
- نجود أحمد بدور شعيع
- نيفين ماضي بدور البتول
- فاطمة جاسم
- تركي الشدادي بدور سالم، ابن محمد

## فريق العمل
- المؤلف: عبد الرحمن الوابلي
- المتابعة الدرامية: عثمان جحا
- إخراج: المثنى صبح وطارق رزق (المخرج المنفذ)
- مدير التصوير: زبيغنيو ريبتشنسكي
- مصور كاميرا الثانية: ليث النعيمات
- فوكس بولر: سليم بخاري
- مونتاج: سمران عبد السلام
- الإنتاج: شركة O3 للإنتاج والتوزيع الدرامي والسينمائي (بالإنجليزية: O3 productions)‏
- مدير وحدة الإنتاج الخليجي: أحمد العساف
- منتج فني: بيتي حبيبيان
- مدير إدارة الإنتاج: عبد الرحمن الزايد
- تصميم الأزياء: جميلة الشمري
- الكلمات: خلف الحربي
- الألحان: ناصر الصالح
- غناء: راشد الماجد
- التوزيع الموسيقي: عامر جعفر
- الموسيقى: طاهر مامللي

## كلمات شارة بداية
كلمات البداية من شعر الشاعر خلف الحربي والتي فيها يبين ملامح قصة المسلسل وما فيها من أحداث وهموم:

## حادثة الحرم المكي 1979
في الجزء الثاني جسدت حادثة الحرم المكي عام 1979 والتي سيطر فيها على الحرم المكي من قبل مجموعة من المسلحين يحملون اسم «الجماعة السلفية المحتسبة» بقيادة الرقيب المتقاعد من الحرس الوطني جهيمان العتيبي. وصورت الأحداث كافة في أبو ظبي فصورت المشاهد في أحداث الحرم واستغرق تصويرها 18 يومًا على التوالي، وشهرين من التحضيرات التي توحي بتصوير مشاهد منه في الحرم المكي الشريف دون إغلاق الحرمَ المكي الشريف نهائيا، وعرضت الأحداث في ثلاث حلقات متتالية وهي الحلقات الخامسة عشرة والسادسة عشرة والسابعة عشرة.

## الانتقادات
واجه المسلسل الكثير من النقد على مواقع التواصل الاجتماعي وخاصة «تويتر» وذلك حسب قول المنتقدين أن مجتمعهم السعودي مجتمع محافظ ويوجد بالمسلسل لقطات ومظاهر تدل على البغاء والخيانة وهذا ما ليس موجود في المجتمع فاعتبروه تزييفًا للوقائع المجتمعية السعودية.

## وصلات خارجية
- العاصوف: حقبة من تاريخ السعودية في رمضان
- رصد حقبة من تاريخ السعودية
- مسلسل العاصوف
- المسلسل على موقع شاهد